# Listă de fotografi - L
|  | Listă de fotografi - L \| Liste alfabetice de fotografi A - Ă - Â - B - C - D - E - F - G - H - I - Î - J - K - L - M - N - O - P - Q - R - S - Ș - T - Ț - U - V - W - X - Y - Z - |

## Fotografi - L
| - LaChapelle, David - Lainé, Daniel - Lambours, Xavier - van Lamsweerde, Inez - Lange, Dorothea - Lanting, Frans - Larivière, Jean - Lartigue, Jaques Henri - Lazăr, Dinu - Lebée, Daniel - Le Diascorn, François - Lefèvre, Didier - Lefrancq, Marcel | - Le Gall, Pierre - Le Gray, Gustave - Leibovitz, Annie - Leifer, Neil - Lele, Ouka - Lamasson, Henri - Le Mené, Marc - Leonard, Herman - Le Querrec, Guy - Le Secq, Henri - Levé, Edouard - Levy, Albert - Levin, Sam | - Levinthal, David - Levitt, Helen - Lewis, Hervé - Lichfield, Patrick - Liebling, Jerome - Lindahl, Alex - Lindbergh, Peter - Link, O. Winston - Lipnitzki, Boris - List, Herbert - Lobanov, Ruslan - Lockhart, Sharon - Lotar, Eli | - Lyon, Danny |